# Paolla Oliveira
Caroline Paola Oliveira da Silva, née le 14 avril 1982 à São Paulo, est une actrice brésilienne. Elle a joué dans beaucoup de novelas comme Rédemption ou Passions mortelles.
En 2009 elle participe à Dança dos Famosos, la version brésilienne de Danse avec les stars. Elle termine à la 1re place.